# Pathompong Sombatpiboon
Pathompong Sombatpiboon, conocido artísticamente como Pong SMF (tailandés: โป่ง หินเหล็กไฟ; 9 de octubre de 1961 en la provincia de Chumphon), es un cantante tailandés. Además es actor, director de orquesta, vocalista y compositor de la banda de heavy metal Stone Metal Fire y The Sun·. Él es de origen chino·.
Pathompong se interesó por la cultura música y comenzó a soñar con convertirse en cantante y compositor, gracias a la inspiración de artistas como Suraphol Sombatcharoen y Ozzy Osbourne. Es más conocido por su colaboración en el grupo The Olarn Project con Olarn Promjai y Phitak Srisang con su álbum de estudio Febrero de 1985 (กุมภาพันธ์ 2528) en 1987. Luego es formar una banda Stone Metal Fire en 1993 y acudió a: Jakkarin Duangmaneerattanachai, Namphon Raksaphong y Narong Sirisarnsoonthorn. Son hizo famoso a partir de 1993 hasta 1996 de las obras de canción "Mrs.Cat" (นางแมว), "Consent'" (ยอม), "Paranoid" (หวาดระแวง) e ¿¡Soy demasiado fácil para ti!? (ง่ายเกินไป).

## Discografía

### Álbumes musicales

#### The Olarn Project
- 1987 : "Febrero de 1985" (กุมภาพันธ์ 2528)
- 1989 : "Hoo Lek" (หูเหล็ก)

#### Stone Metal Fire
- 1993 : Hin Lek Fai (หิน เหล็ก ไฟ)
- 1995 : Khon Yuk Lek (คนยุคเหล็ก)
- 2005 : Never Say Die
- 2006 : Acoustique

#### The Sun
- 1996 : "The Sun"
- 1998 : "Tigre, León, Toro, Rhico" (เสือ สิงห์ กระทิง แรด)
- 2000 : "The Road of the Sun" (ถนนพระอาทิตย์)